# Kristian Gyldenstein
Kristian Georg Asmus (Asmund) Gyldenstein (16. juli 1886, København – 11. januar 1954 i Søllerød) var en dansk fodboldspiller og atlet. 
I fodbold var han venstre wing for AB (-1908) og KB 1909-1918. Han vandt fem danske mesterskaber i fodbold. 
Han debuterede på landsholdet i en venskabskamp mod England 1911 på QPRs hjemmebane Park Royal i London.
Han blev i sin anden landskamp den første målskytten i landskampene mellem Sverige og Danmark. Han scorede kampens første mål i præmier landskampen mellem de to lande den 25. maj 1913 i Idrætsparken i København, da Danmark vandt med 8-0. Han scorede yderligere to mål i kampen, men disse tre mål blev de eneste han scorede i hans tre landskampe.  
I atletik konkurrerede han for Freja København (-1908), KB (1911-1912) og Københavns IF (1909 og 1913-). Han vandt ni danske atletik mesterskaber.

## Danske mesterskaber i fodbold
1913-1914 og 1917-1918

## Fodboldslandskampe
- 21. oktober 1911 England 0-3
- 25. maj 1913 Sverige 8-0 3 mål
- 5. oktober 1913 Sverige 10-0

## Danske mesterskaber i atletik
- 100 meter: 1909 og 1911-1913
- 400 meter: 1911 og 1913-1914
- Længdespring: 1913
- 4 x 100 meter 1909 och 1913-1914

## Danske atletik rekorder
- 200 meter 23,0 1911
- 400 meter 52,8 1911
- 400 meter: 52,4 Fredensborg 24 august 1913
- Længdespring 6,78 Helsingborg 2 august 1913
- 4 x 400 meter 3,36,6 1913

## Personlige atletik rekorder
- 100 meter: 11,2 Slagelse 25 juli 1909
- 200 meter 23,0 1911
- 400 meter: 52,4 Fredensborg 24 august 1913
- Længdespring: 6,78 Helsingborg 2 august 1913

## Personlige Forhold
Han var kendt under tilnavnet “Gyldenlakken” og kom fra en velsitueret familie. Hans far var en self-made mand, der blev velhavende ved at etablere en fabrik, der fremstillede kartonskilte, og ændrede efterfølgende sit navn fra Nielsen til Gyldenstein.